# Kamil Kuczyński
Kamil Kuczyński (Płock, 23 de marzo de 1985) es un deportista polaco que compite en ciclismo en la modalidad de pista, especialista en la prueba de velocidad por equipos.
Ganó tres medallas en el Campeonato Europeo de Ciclismo en Pista entre los años 2011 y 2016.

## Medallero internacional
| Campeonato Europeo | Campeonato Europeo        | Campeonato Europeo | Campeonato Europeo    |
| Año                | Lugar                     | Medalla            | Competición           |
| ------------------ | ------------------------- | ------------------ | --------------------- |
| 2011               | Apeldoorn ( Países Bajos) | Medalla de bronce  | Velocidad por equipos |
| 2012               | Panevėžys ( Lituania)     | Medalla de plata   | Velocidad por equipos |
| 2016               | Saint-Quentin ( Francia)  | Medalla de oro     | Velocidad por equipos |